# Farma R.A.K.
Farma R.A.K. (v anglickém originále A.N.T. Farm) je americký komediální televizní seriál, který se vysílal na americkém Disney Channelu od 6. května 2011 a skončil 21. března 2014. V České republice byl vysílán od 10. prosince 2011 a poslední díl byl uveden 25. května 2014. Seriál byl vytvořen Danem Signerem, bývalým scenáristou seriálu Sladký život na moři a tvůrcem seriálů na Disney XD. V polovině listopadu 2010 dostal seriál zelenou k jeho výrobě a produkce začala začátkem roku 2011.
Příběh seriálu se odehrává v San Franciscu, kde sleduje působení Chiny Anne McClainové, Sierry McCormickové a Jakea Shorta v program „Rychlých Akčních Koumáků“ neboli program „R.A.K.“

## O seriálu
Farma R.A.K. se točí kolem Chyny Parks (China Anne McClain), jedenáctileté hudebně nadané dívce, která se stala posledním členek programu RAK (Rychlí Akční Koumáci) na Webster High School v San Franciscu v Kalifornii. Hned první den potká Olivku Doyle (Sierra McCormick), dívku, která má fotografickou paměť a Fletchra Quimby, uměleckého génia, který se do ní hluboce zamiluje, když se poprvé potkají okamžitě se stávají nejlepšími kamarády na střední škole. Společně pokračují v používání svých schopností ve svůj prospěch.
Školní dívkou je Lexi Reed (Stefanie Scott), která šikanuje Chynu, protože si myslí, že je její konkurentkou stát se hvězdou školy. Chynin starší bratr Cameron Parks (Carlon Jeffery) se ji pokouší ve škole vyhnout, protože si myslí, že si sní způsobí studu. A jejich dva kamarádi Paisley (Allie DeBerry) a Angus (Aedin Mincks) se v seriálu několikrát opakují.
Třetí řada se odehrává v internátní škole s velice pokročilým technickým vybavením, kterou provozuje Z Tech, za kterou stojí Zoltan Grundy (Dominic Burgess). nikoliv na Webster High School. Seriál končí tím, když Fletcher (Jake Short) vyhraje uměleckou stáž v New Yorku.

## Postavy

### Hlavní postavy
- Chyna Parksová (China Anne McClainová) je hudební génius. V 11 letech umí hrát na více nástrojů, než dokáže většina lidí vyjmenovat, například na kytaru, klavír, housle, trubku, saxofon, flétnu, violoncello, harfu, dudy, lesní roh, theremin, bicí, harmoniku a kastaněty! Je také výbornou zpěvačkou, jejíž silný oduševnělý hlas bere lidem dech. Ničeho se nezalekne a střední školu považuje za vzrušující místo. Bohužel, bude muset své nové přátele vytáhnout z jejich ulit, aby to zažívali s ní.[4]

- Olive Doyleová (Sierra McCormicková) je lidský počítač. Díky vizuální paměti si pamatuje vše, co kdy četla, slyšela nebo viděla. Bohužel, existují i takové věci, na které by člověk raději zapomněl. Olive, která něco ví skoro o všem, nad vším přemýšlí až příliš. Raději by se ukryla do bezpečí Farmy R.A.K., ale její nová kamarádka Chyna to tak nehodlá nechat. Má strach s duchů a zkroucených hranolek[5]

- Fletcher Quimby (Jake Short) je umělecký talent, nadaný ve všech směrech – malířství, sochařství, kresba, cokoli. Pro něho je však nejkrásnějším uměleckým dílem Chyna. Zamiluje se do ní na první pohled a své city se marně snaží tajit, protože ji zvěčňuje ve všech svých uměleckých dílech.[6]

- Lexi Reedová (Stefanie Scottová) je největší rivalkou Chyny na Webster High. Chyna může být vůdkyní RAKů, ale Lexi se stále považuje za včelí královnu. Tahle holka je fakt oblíbená a dobře to ví. Je hvězdou v každé školní hře, nebo alespoň byla, dokud nepřišla Chyna. Její kamarádkou je Paisley, která udělá vše co ji Lexi řekne.[7]

- Cameron Parks (Carlon Jeffery, řada 1-2, hlavní; řada 3, vedlejší) je starší bratr Chyny. Ona je génius, on však nemá žádné zvláštní nadání, musí tedy najít něco, v čem vyniká. Není zrovna nadšen, že jeho malá sestra s ním chodí do školy, a snaží se udržet si odstup. Když však jde do tuhého, Cameron se jí zastane – ačkoli častěji přispěchá na pomoc ona jemu.[8]

- Angus Chestnut (Aedin Mincks, řada 1-2, vedlejší; řada 3, hlavní) je počítačový génius, který často na svém počítači provozuje nelegální programy předělaný na video hry. Je obrovsky zamilovaný do Olivky. Protože tráví skoro veškerý čas u počítače, tak je docela líný a často si stěžuje, když dělá základní fyzické práce jako například chození mezi třídami. Z toho důvodu jsou všechny třídy pro Farmu R.A.K. v přízemí. Tudíž už nemusí chodit po žádný schodech.

### Vedlejší postavy
- Paisley Houndstoothová (Allie DeBerryová) je nejlepší kamarádka Lexi. Ona je jako Lexi roztleskávačka. Často je zmatená o tom co se děje. Nicméně, si myslí, že je jiná než Lexi, protože je sladká temperamentní dívka, která se stará o lidi. Je sladká, ale tupá. Snadno se nechá napálit. Často se s Lexi hádá i přesto, že jsou nejlepší kamarádky. Má ráda Badgers, jak jste mohli vidět v epizodě "vítej na farmě.“

- Susan Skidmoreová (Mindy Sterlingová) je ředitelka školy. Je naprosto přesvědčená, že je krásná a mladá, když se podívá na sebe do zrcadla myslí si, že to není ona. Využívá program R.A.K. jako manufakturu. Říká, že důvod otevření program R.A.K. je, pro ni zneužití jejich nadání pro své potřeby. Občas hledá způsob, jak ušetřit co nejvíce peněz. Nosí mnoho věcí schovaných ve svých vlasech.

- Darryl Parks (Finesse Mitchell) je Chynin a Cameronův otec. Opravdu miluje svou dceru Chynu. Někdy až směšně zajišťuje její bezpečnost. Je známí pro své policejní důstojnické „vyznamenání" i když někdy bere svou práci až moc vážně.

- Gibson (Zach Steel) je poradce, učitel a terapeut Farmy R.A.K. Je prokázáno, že je soucitný, citlivý a poněkud tupý, jakožto vystupuje jako dítě. Líbí se mu, pletení, mahjong a krmení holubů. Nemá rád babičky přítele Boba.

- Wacky the Wolf (Christian Campos) je nemluvící maskot školy. Nikdy se osoba v masce maskota neukázala. Je dobrý kamarád s Chynou, Olivkou a Fletchrem. Wacky to při práci maskota bere opravdu vážně.

- Roxanne Parksová (Elise Nealová) je Chynina a Cameronova máma. Dělá baviče na dětských oslavách. Zatím se objevila jen ve čtyřech epizodách, ale ve třech už o ní mluvili. Přestože těžce pracuje, své děti pořád miluje.

## Vysílání
| Řada | Díly | Premiéra v USA  | Premiéra v USA  | Premiéra v ČR     | Premiéra v ČR     |
| Řada | Díly | První díl       | Poslední díl    | První díl         | Poslední díl      |
| ---- | ---- | --------------- | --------------- | ----------------- | ----------------- |
| 1    | 26   | 6. května 2011  | 13. dubna 2012  | 10. prosince 2011 | 10. prosince 2012 |
| 2    | 21   | 1. června 2012  | 26. dubna 2013  | 13. října 2012    | 21. září 2013     |
| 3    | 18   | 31. května 2013 | 21. března 2014 | 29. září 2013     | 25. května 2014   |

## Produkce

### Vývoj
Disney Channel 11. listopadu 2010 oznámil, že mají zelenou pro výrobu nového pořadu, která začala v počátku roku 2011. Show byla počata poprvé, když Dan Signer, tvůrce pořadu uviděl Chinu Anne McClain. „Ta dívka měla tolik sebevědomí. Dokáže každého rozesmát. Umí zpívat. Umí hrát na hudební nástroje. Je to jako nějaké zázračné dítě. A tehdy mi došlo: Proč nepostavit seriál na zázračném dítěti? Někdo má přirozenou schopnost talentu. Stále mě napadá, co kdyby šla v 11 letech na střední školu?“ řekl Signer v jednom rozhovoru. Později se odvysílalo několik dílů seriálu a Disney Channel povýšil pořad z 13 dílů na 21 dílů pro první řadu. Dne 30. listopadu 2011 byl seriál vrácen pro druhou řadu, která se začala natáčet začátkem prosince 2011.
Dne 26. prosince 2013 představitelka hlavní postavy China Anne McClain zveřejnila na sociální síti zprávu, že 3. řada je poslední řadou seriálu.

### Casting
Sierra McCormick byla obsazena po konkurzu, kde neustále mluvila o tygrovi. Dan Singer uvedl: „A jak jsem ji slyšel neustále mluvit o tygrovi pomyslel jsem si: „To je, prostě Olivka jak má být,“ protože Olivka je ukecaná, inteligentní studentka, která má talent na paměť. Což je, jako Sierra McCormick.“ Jako poslední byl do hlavní trojce obsazen Jake Short. Původně měla hrát postavu Lexi Caroline Sunshine a Stefanie Scottová měla hrát Tinku v jiném Disney seriálu Na parket!. Dan Singer se však rozhodl, že Sunshine bude lepší Tinka, a tak roli Lexi získala Scottová. Sunshine se později objevila jako host v díle „vypráskaný večer.“

## Soundtrack
Farma R.A.K. Soundtrack je soundtrack obsahující písně ze seriálu Farma R.A.K. od Disney Channelu. Prodávat se začal 11. října 2011 v USA a v Česku nebyl uveden. Soundtrack neobsahuje jen písně od hlavní hrdinky Chiny Anne McClain, ale také songy od Stefanie Scott či Carlona Jefferyho. Jako bonus na něm nalezneme i dvě písně od McClain Sisters. Jako jednotlivé singly byly vydány tři písničky. První byla píseň „Dynamite“ a druhá byla „Calling All the Monsters“, jako poslední byla vydána píseň „Unstoppable.“

## Premiéra

### Sledovanost
Neoficiální ukázka seriálu získala v USA neuvěřitelný počet diváků a to 4,4 miliónů. V době své premiéry to byl hit číslo 1 mezi diváky 9-14 a taky mezi diváky 6-11. Skoro se vyrovnal finálovému dílu Sladkého života na moři, která získala 4,6 milionů diváků.
Epizoda „phANTom Locker“ (v češtině „skříňka duchů“) je v USA nejsledovanější epizoda tohoto seriálu s počtem diváků 4,6 milionů diváků. Dokonce porazil i sledovanost prvního dílu Kouzelníků z Waverly, který měl pouze 4 miliony diváků. Zatím co poslední díl 2.řady „restaurANTeur“ (v češtině „raci v restauraci“) je v USA nejméně sledovaný díl, který měl pouze 2,1 milionů.

## Ocenění
| Rok  | Ocenění                         | Kategorie                                                                | Nominace           | Výsledek  |
| ---- | ------------------------------- | ------------------------------------------------------------------------ | ------------------ | --------- |
| 2011 | J-14's Teen Icon Awards         | Ikona zítřka                                                             | China Anne McClain | nominace  |
| 2012 | Nickelodeon Kids' Choice Awards | Oblíbený televizní herec                                                 | Jake Short         | vítězství |
| 2012 | Young Artist Award              | Nejlepší výkon v televizním seriálu - Mladá herečka                      | Stefanie Scott     | vítězství |
| 2012 | Young Artist Award              | Nejlepší výkon v televizním seriálu - Hostující mladá herečka pod 10 let | Francesca Capaldi  | nominace  |
| 2012 | Young Artist Award              | Nejlepší výkon v televizním seriálu - Opakující se herečka 17 - 21       | Alexandria Deberry | nominace  |

## Mezinárodní vysílání
V Kanadě byl seriál poprvé uveden 23. května 2011 pomocí pilotního dílu a oficiální premiéru měl 24. června 2011. Na Novém Zélandu a Austrálii měl premiéru 15. srpna 2011 a později byl také uveden na kanále Seven Network 19. května 2012. Ve Velké Británii a Irsku se pilotní díl objevil 16. září 2011 a premiéra seriálu byla 7. října 2011. V Singapuru byl odvysílán poprvé 7. října 2011 a v Jižní Africe 10. prosince 2011.